# Fred Gabourie
Fred Gabourie (* 19. September 1881 in Ontario, Kanada; † 1. März 1951 in Los Angeles, USA) war ein kanadischer Filmarchitekt.

## Leben
Geboren und aufgewachsen in Kanada, wurde er um die Jahrhundertwende zum Künstler ausgebildet. Nach verschiedenen Beschäftigungen kam er nach Ende des Ersten Weltkriegs als Szenenbildner nach Hollywood. Dort arbeitete er häufig für Buster Keaton. Zum Ende der Stummfilmzeit wechselte er vom aktiven Szenenbau in die MGM-Bauleitung und übernahm dort die Oberaufsicht.

## Filmografie (Auswahl)
- 1920: Flitterwochen im Fertighaus (One Week, Kurzfilm)
- 1920: Buster Keaton als Sträfling (Convict 13, Kurzfilm)
- 1920: Buster Keatons Trauung mit Hindernissen (The Scarecrow, Kurzfilm)
- 1920: Nachbarschaft im Klinch (Neighbors, Kurzfilm)
- 1921: Das verwunschene Haus (The Haunted House, Kurzfilm)
- 1921: Hard Luck (Kurzfilm)
- 1921: Buster Keaton bekämpft die blutige Hand (The High Sign, Kurzfilm)
- 1921: Die Ziege (The Goat, Kurzfilm)
- 1921: Im Theater (The Playhouse, Kurzfilm)
- 1921: Wasser hat keine Balken (The Boat, Kurzfilm)
- 1922: Das Bleichgesicht (The Paleface, Kurzfilm)
- 1922: Buster und die Polizei (Cops, Kurzfilm)
- 1922: Die Verwandten meiner Frau (My Wife’s Relations, Kurzfilm)
- 1922: Der Hufschmied (The Blacksmith, Kurzfilm)
- 1922: Im hohen Norden (The Frozen North, Kurzfilm)
- 1922: Das vollelektrische Haus (The Electric House, Kurzfilm)
- 1922: Donnerwetter – Buster Keaton (Daydreams, Kurzfilm)
- 1923: Buster Keaton im siebenten Himmel (The Balloonatic, Kurzfilm)
- 1923: Das Liebesnest (The Love Nest, Kurzfilm)
- 1923: Circus Days
- 1923: Verflixte Gastfreundschaft (Our Hospitality)
- 1924: Sherlock, jr.
- 1924: Der Navigator (The Navigator)
- 1924: Die Seeteufel (The Sea Hawk)
- 1925: Sieben Chancen (Seven Chances)
- 1926: Buster Keaton, der Killer von Alabama (Battling Butler)
- 1926: Der General (The General)
- 1927: Der Musterschüler (College)
- 1928: Steamboat Bill, jr.
- 1928: Buster Keaton, der Filmreporter (The Cameraman)